# Tony Fadell

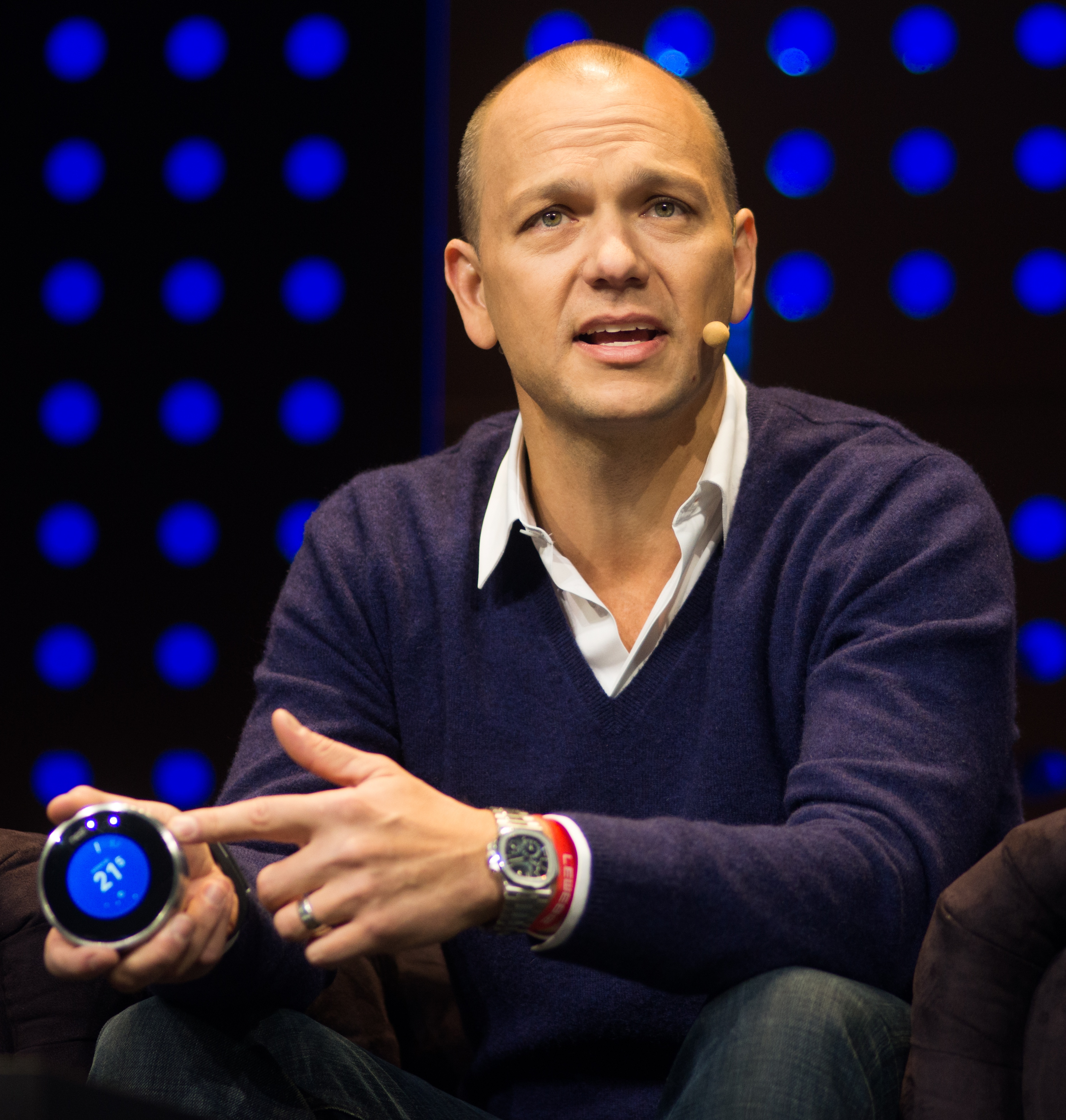
Tony Fadell

Anthony „Tony“ Fadell (* 1969) ist ein US-amerikanischer Computeringenieur. Er gilt als der Erfinder des Konzepts des Musikabspielers iPod mit dem dazugehörigen Onlinemusikgeschäft iTunes. Er war Senior Director der Apple-Abteilung „iPod, iSight & Special Projects Group“.
Tony Fadell ist libanesischer Abstammung. Er studierte an der Universität von Michigan. Von 1992 bis 1995 arbeitete er für das Unternehmen General Magic, wo er zuletzt als Systementwickler tätig war. Er war dort für diverse Technologien wie MagicLink von Sony oder Envoy von Motorola verantwortlich.
Im Jahr 1995 wurde er von der Firma Philips angestellt, wo er Miterfinder, Chief Technology Officer und Entwicklungsdirektor der Mobile Computing Group war, welche einige Lösungen für das Betriebssystem Windows CE entwickelte. Danach war Fadell als freier Berater im IT-Bereich tätig. Angeblich bei einem Skiurlaub kam ihm die Idee für das integrierte Geschäftsmodell, das heute iPod und iTunes darstellen. Das grundsätzliche Konzept war, einen portablen MP3-Spieler zu entwerfen und ihm ein digitales Retailgeschäft mit MP3-Dateien vorzuschalten. Beide Produkte würden einander bedingen und den Bedarf somit sukzessive gegenseitig erhöhen.
Er präsentierte das Konzept mehreren Unternehmen, darunter Philips, RealNetworks und Sony. Apple war letztendlich interessiert und ermöglichte ab 2001 die Umsetzung. Zusammen mit PortalPlayer entwickelte man die Hardware, mit ARM-Prozessor und 5-GB-Festplatte, das Betriebssystem war von Pixo. Später wurden alle beweglichen Teile ersetzt und iTunes als Marktplatz hinzugefügt.
Im Jahr 2010 gründete Fadell gemeinsam mit Matt Rogers das Unternehmen Nest Labs, welche sich mit selbst lernenden und daher effizienten Raumthermostaten beschäftigt. Nest Labs wurde im Januar 2014  von Google Inc. für 3,2 Mrd. US-Dollar übernommen.
Im Januar 2015 gliederte Google die Entwicklung der Datenbrille Google Glass aus der Forschungsabteilung Google X aus übergab die Verantwortung einer eigenen Abteilung unter Führung von Tony Fadell. Am 4. Juni 2016 wurde Fadells Rücktritt bei Googles Mutterkonzern Alphabet Inc. bekannt.